# YouTube FanFest
YouTube FanFest（縮寫YTFF）是YouTube公司為知名YouTuber舉辦的大型線下活動，包括粉絲見面會、演唱會等。本活動於2013年5月在新加坡首次舉辦，隨後每年在全球各大城市巡迴舉辦。

## 外部連結
- 官方网站
- YouTube上的YouTube FanFest頻道
- YouTube FanFest的X（前Twitter）
- YouTube FanFest的Facebook專頁